# Šentvid pri Lukovici
Šentvid pri Lukovici is een plaats in Slovenië en maakt deel uit van de gemeente Lukovica in de NUTS-3-regio Osrednjeslovenska. De plaats telde 226 inwoners op 1 januari 2020.